# Nawabganj (Unnao)
Nawabganj è una suddivisione dell'India, classificata come nagar panchayat, di 9.837 abitanti, situata nel distretto di Unnao, nello stato federato dell'Uttar Pradesh.